# Décès en mars 1986
Décès
- 1982
- 1983
- 1984
- 1985
- 1986
- 1987
- 1988
- 1989
- 1990

Pour une information complémentaire, voir la page d'aide.

| Date     | Nom                | Activités                                              | Âge | Source |
| -------- | ------------------ | ------------------------------------------------------ | --- | ------ |
| 1er mars | Igor Tselovalnikov | coureur cycliste soviétique                            |     |        |
| 2 mars   | Ignacio Llácer     | footballeur espagnol                                   |     |        |
| 6 mars   | Adolph Caesar      | acteur américain                                       |     |        |
| 7 mars   | Philippe Brocard   | syndicaliste français                                  |     |        |
| 8 mars   | Hans Knecht        | coureur cycliste suisse                                |     |        |
| 10 mars  | Franz Karasek      | fonctionnaire, diplomate et homme politique autrichien |     |        |
| 11 mars  | Sherman Kent       | historien du renseignement américain                   |     |        |
| 11 mars  | Sonny Terry        | chanteur et harmoniciste américain de blues            |     |        |
| 15 mars  | Pascual Navarro    | peintre vénézuélien                                    |     |        |
| 19 mars  | André Hardy        | peintre français                                       |     |        |
| 21 mars  | David Ickovitz     | joueur et entraîneur de football français              |     |        |
| 26 mars  | Bartlett Robinson  | acteur américain                                       |     |        |
| 30 mars  | James Cagney       | acteur américain                                       |     |        |
| 30 mars  | Pedro Estrems      | footballeur espagnol                                   |     |        |